# دانيال ديروندا
نشرت رواية «دانيال ديروندا» لأول مرة في عام 1876 وهي آخر رواية لكاتبة الإنجليزية جورج إليوت. ضمت الرواية مزيجا من السخرية والتوعية الاخلاقية كما ابدت تعاطفا ملموسا مع القضية الصهيونية وافكار الكابالا مما اثار الجدل بين اوساط النقاد والروائيين انذاك. تم تصوير الرواية سينيمائيا ثلاث مرات: كانت الأولى من خلال فيلم صامت وعرضت مرتين كفيلم تلفيزيوني. وتحولت إلى عمل مسرحي عرض على مسرح Theatre Company بمدينة مانشستر خلال فترة الستينات من القرن العشرين.

## ملخص الرواية
تحتوي رواية «دانيال دروندا» على خطين رئيسيين للاحداث. تبدا القصة من منتصف الأحداث في أغسطس 1865 بلقاء دانييل دروندا وجونديلين هارلث في مدينة ليوبرون (الخيالية) في ألمانيا. يجد دانييل نفسه منجذبا إلى غوندلين الجميلة على الرغم من عنداها وانانيتها. يشاهدها لأول مرة تلعب الوليت (نوع من العاب القمار) وقد خسرت الكثير من المال. تتلقى جوندلين في اليوم التالي رسالة من والدتها تطلبها العودة إلى انجلترا على الفور بعد الخسارة المالية الكبيرة لعائلتها. املا منها في الحصول على بعض المال، ترهن جونلدين قلادتها وتعود لتلعب الروليت من جديد. وعلى الرغم من خسارتها للمرة الثانية، فقد اعاد لها أحد الحراس قلادتها، والتي علمت فيما بعد ان دانييال دروندا هو الذي استردها. في هذه النقطة تتوقف القصة وتعود بالقارئ إلى الوراء لتحكي تاريخ دانيال دروندا وجونلدين هارلث كلا على حده. 

انتقلت جونلدين وعائلتها إلى منزل جديد بعد وفاة زوج والدتها في أكتوبر 1864. وهناك، قابلت السيد جراندكورت الذي تقدم لخطبتها بعد فترة وجيزة وقد كان رجلا غامضا قليل الكلام. اكتشفت غوندلين فيما بعد ان للسيد غراندكورت عشيقة وهي ليديا غلايشر والعديد من الأبناء فقررت الهروب عن انظاره إلى ألمانيا. من جهة أخرى، تربى دروندا في منزل الرجل الإنجليزي الثري السير هيوجو مالينجر. تعتبر علاقة ديروندا بالسير هيوجو معقدة إذ يشاع بانه ابنه غير الشرعي، حتى ان دروندا نفسه كان يظن ذلك. كان دروندا شابا ذكيا، عاطفيا، ومحبا للخير، لكنه لم يحدد هدفا واضحا لحياته. وكان ذلك سببا للخلاف الدائم بينه وبين السير هيوجو، فقد كان الآخر يطمع بان يشتغل دروندا بالسياسة. وفي أحد أيام يوليو 1864 بينما كان دروندا على ظهر قاربه في نهر التايمز، كانت الشابة اليهودية ميرا لابدوث على وشك اغراق نفسها ولكنه هم بانقاذها على الفور. حملها إلى منزل عائلة صديقه واكتشف فيما بعد ان لدى ميرا صوتا جميلا في الغناء وانها جاءت إلى لندن بحثا عن والدتها واخيها. فقد هربت من والدها الذي اختطفها في صغرها واجبرها على العمل في المسرح وذلك عندما خشيت ان يرغمها على اقامة علاقة مشبوهه مع أحد اصدقائه الاثرياء طمعا في المال. تاثر دروندا كثيرا بقصتها فقرر البحث عن والدتها وعن اخيها. ومن هنا كانت بداية علاقة ديروندا بالمجتمع اليهودي في لندن. تتوثق صله ميرا وديروندا ويخشى الآخر من ازدياد مشاعره تجاهها فيرحل إلى ليوبورن مع السير هيوجو حيث يقابل غونلديلين هناك لأول مرة. 

تعود احداث الرواية إلى الوقت الحاضر بعودة جونديلين من ألمانيا في سبتمبر 1865 بعد الخسارة المالية التي اصابت عائلتها. رفضت جونلدين العمل كمربية منزل اعتقادا منها بان الزواج هو الطريقة الاضمن لتحقيق الامان المادي للمراة. ونظرا لعدم امتلاكها الموهبة الكافيه، لم تستطع جوندلين الغناء أو العمل في المسرح. لهذا السبب، تزوجت غونلدين من السيد غراندكورت لتنقذ عائلتها من الخسارة المادية على الرغم من انها وعدت السيدة غلايشر بانها لن تتزوج من غراندكورت ولكنها تحت الضغوط المادية اخلفت وعدها. 

من جهة أخرى، تعرف ديروندا اثناء بحثه عن عائلة ميرا على رجل يهودي متنور يدعى موردخاي. كان موردخاي يامل بان يكون لليهود وطن يجمعهم وان يستعيدوا ارضهم الموعوده. وطلب من دروندا ان يصبح خليفة له في هذا المشوار وان يدافع عن قضايا اليهود. وعلى الرغم من انجذابه الواضح لمردخاي الا ان دروندا تردد كثيرا في اتباع منهجه لكونه غير يهودي ولان هذه القضية لا تعنيه شخصيا. اكتشف فيما بعد ان موردخاي هو عزرا الاخ الذي تبحث عنه ميرا طوال هذه السنوات وان والدتها قد توفت منذ سنين. 

كانت جوندلين تعاني من سوء معاملة زوجها القاسية. كما انها كانت تشعر بالذنب بسبب نقضها وعدها لليديا غلايشر واطفالها. وفي يوم زفاف جوندلين، انبتها غلايشر على خيانتها مما زاد خوف جونلدين وقلقها. التقت جوندلين بدروندا في ذلك الوقت وشكت اليه هموها. وفي رحلة جوندلين وجراندكوت إلى إيطاليا، غرق جراند كورت بعد سقوطه من على ظهر القارب. شعرت جوندلين بالذنب لانها طالما تمنت موته على الرغم من انها قفزت إلى البحر محاولة انقاذه. 

بعد ان كشف السيد هيوغو عن هوية والدة دروندا، توجه دروندا إلى إيطاليا لمقابلة والدته اليهودية لأول مره. قابلت جوندلين دروندا في إيطاليا وكانت مغرمة به وساعدها كثيرا في تخفيف معاناتها. 

علم ديروندا بعد مقابلة والدته بانها كانت مغنية اوبرا شهيره وان السير هيوغو كان مغرما بها. اخبرت ابنها ان والدها، والذي كان طبيبا يهوديا متدينا، اجبرها على الزواج من ابن عمها. وبعد وفاة زوجها، طلبت من السير هيوجو ان يربي ابنها دروندا على انه رجل إنجليزي وان لا يعلم باصوله اليهودية. بعد معرفة دروندا باصوله اليهودية، ازددا تمسكا بميرا وقرر ان يسخر نفسه لخدمة قضية اليهود وان يكون خليفة لموردخاي. وقبل زواجه من ميرا، اخبر ديروندا جونديلين بقراراه وبعزمه التوجه إلى الشرق. تالمت جونديلين ولكنها قررت متابعة حياتها. تزوج ديرودنا وميرا وتوجها إلى الشرق لبناء دولة لليهود هناك.

## اشارات عنالصهيونيةفي الرواية
كان لرواية دانيال دروندا تاثيرا في نجاح الفكرة الصهيونية. فقد ذكرا كلا من هنريتا زولد، اليعازر بن يهودا، وايما لازرس ان هذه الرواية اثرت كثيرا في اعتناقهم الفكر الصهويني. اشار الناقد ادوارد سعيد ان الرواية عملت كدعاية لنشر الفكر الصهويني ولتشجيع الدعم البريطاني لانشاء دولة يهودية في فلسطين. كانت الرواية صريحة في اشارتها إلى إرسال غير النصارى إلى اراضي غير مسيحية، وإلى ان دروندا لم يتمكن الزواج من حبيبته الا لانها كانت تشاركه نفس الدين والعرق والجذور. يرى بعض النقاد ان الرواية تحرض على العنصرية في الزواج، الا ان زواج اليهودي الألماني كليسمر من الإنجليزية كاثرين اروابونت يثبت ان جورج اليوت لم تتبنَ بالفعل فكرة العنصرية في الزواج. 

عندما نشرت الرواية، اثار طرح القضية اليهودية استهجان غالبية قراء جورج اليوت. وبالنظر إلى صورة اليهود في روايات مثل أوليفر تويست لتشارلز ديكنز واسلوب حياتنا الآن لترولوب يوضح سبب غرابة الجمهور من هذا الطرح. وعلى الرغم من كون رئيس وزراء بريطانيا انذاك بينجامين دزرائيلي يهودي الجذور والذي تم تعميده كنصراني في عامه الثالث عشر، الا ان نظرة البريطانيين تجاه اليهود لايزال بها الكثير من الازرداء والتعصب. راى بعض القراء ان اضعف اجزاء الرواية حبكة كانت المتعلقة بقضية اليهود، حتى ان البعض حاول إعادة كتابة الرواية بعد حذف الاجزاء اليهودية منها. وفي المقابل، ركزت بعض الترجمات العبرية للرواية على القضية اليهودية بينما اختصرت الاجزاء الأخرى. والجدير بالذكر هنا ان الرواية لاقت استحسان المجتمع اليهودي انذاك والذي شعر بشي من الاعتزاز لكونه يصور بهذه الطريقة من قبل أحد أهم الروائيين الإنجليز. برز تاثير الكابالا وتاريخ الصوفية اليهودية على القضية الصهيونية في الرواية. فقد كان موردخاي يصف نفسه بمحيي الصوفية اليهودية ويرى ان عقيدته تعود لالاف السنين. كما اعطت الرواية صبغة صوفيه للقاء موردخاي مع دروندا على نهر التايمز.

## روابط خارجية
- دانيال ديروندا على موقع الموسوعة البريطانية (الإنجليزية)